# Nieuwe Veerallee
De Nieuwe Veerallee is een straat in de wijk Veerallee in de Nederlandse stad Zwolle. Het is een doorgaande weg die een verbinding vormt tussen de afslag Zuid van de A28 en het centrum van de stad. De straat loopt grotendeels ten zuiden van de in 1819 gegraven Willemsvaart. De oorspronkelijk uitvalsweg aan de noordzijde van de Willemsvaart draagt de naam Veerallee. De naam verwijst naar het Katerveer waar men vroeger met een veerpont de IJssel kon oversteken.
De wijk Veerallee dankt haar naam aan deze straat. De Veerallee en de daaraan grenzende Wilhelminastraat, Prins Hendrikstraat en Anna Paulownastraat werden oorspronkelijk niet gezien als een echte wijk van Zwolle, omdat ze van de stad gescheiden waren door de spoorbaan van het Kamperlijntje. De buurt werd vroeger Veeralleekwartier genoemd. De term kwartier wordt niet meer gebruikt en de wijk is simpelweg Veerallee gaan heten.
De Willemsvaart is op meerdere plaatsen vaart gedempt voor het aanleggen van wegen en kan niet meer bevaren worden. De weg ten zuiden van de Nieuwe Veerallee heet Willemsvaart. Hieraan zijn verscheidene bedrijven gevestigd waaronder het Ecodrome.